# Lluís Guinó i Subirós
Lluís Guinó i Subirós (Besalú, 29 de maig de 1969) és un polític català, alcalde de Besalú des de 1995 i diputat al Parlament de Catalunya en la IX, X, XI i XII Legislatures. Des de l'estiu de 2023 també és càrrec de confiança a la Diputació de Girona.

## Biografia
Llicenciat en dret, ha exercit d'advocat durant molts anys. Militant de Convergència Democràtica de Catalunya, fou escollit alcalde de Besalú a les eleccions municipals de 1995, i ha estat re-escollit en totes les eleccions municipals des d'aleshores. També ha estat conseller comarcal de la Garrotxa entre 1995 i 2003 i diputat a la Diputació de Girona del 2001 al 2007. És membre de l'executiva de l'Associació Catalana de Municipis i Comarques i de la Federació Espanyola de Municipis i Províncies (FEMP).
Ha estat elegit diputat a les eleccions al Parlament de Catalunya de 2010 i 2012. En 2013 fou nomenat president de la Comissió d'Estudi dels Permisos de Prospecció i Explotació d'Hidrocarburs no Convencionals per mitjà de Fracturació Hidràulica. Fou reelegit a les eleccions al Parlament de Catalunya de 2015 dins les llistes de Junts pel Sí i va ser nomenat vicepresident primer de la cambra el juliol de 2017. A les eleccions al Parlament de Catalunya del 21 de desembre fou elegit diputat amb la llista de Junts per Catalunya.
El 2020 va estar condemnat a 20 mesos d'inhabilitació per desobediència per haver votat a la Mesa del Parlament a favor de la tramitació de la Llei del referèndum. El 2020 va decidir acabar la seva trajectòria parlamentària i no presentar-se a les eleccions al Parlament de 2021.
El març de 2023 es va repetir el judici, amb una nova condemna a quatre mesos, fet que va permetre tornar-se a presentar a les eleccions municipals com a alcaldable de Besalú, i revalidar l'alcaldia que ostenta des de 1995. D'altra banda, l'estiu de 2023 fou nomenat càrrec de confiança a la Diputació de Girona.